# MonoDevelop
MonoDevelop ist eine nicht mehr unterstützte integrierte Entwicklungsumgebung, die im Rahmen des Mono-Projektes entwickelt wurde. Es diente als Basis des heutigen Visual Studio for Mac.
MonoDevelop entstand Ende 2003 durch eine Bemühung einiger Mono-Entwickler, die Entwicklungsumgebung SharpDevelop nach Mono und GTK# zu portieren.

## Geschichte
Ab Version 0.10 hatte MonoDevelop einen integrierten GUI-Designer für das GTK-GUI-Toolkit (GTK#-Anbindung) und seit 0.12 ASP.NET-Unterstützung.
Ab der Version 1.0 Beta 2 war MonoDevelop ein Bestandteil des Mono-Projekts und nicht mehr auf SharpDevelop angewiesen. Zudem integrierte es sich in die Desktop-Umgebung Gnome. Die Programm-Oberfläche von MonoDevelop war mehrsprachig.
Mit der Version 2 wurde die Projektverwaltung auf das Format von MSBuild umgestellt und ein neuer Texteditor, der z. B. Code-Faltung unterstützt, integriert. Zudem gab es Verbesserungen im Editor für ASP.NET und erstmals einen integrierter Debugger.
Ein Ziel der am 15. Dezember 2009 veröffentlichten Version 2.2 war die bessere Einbindung in die Betriebssysteme macOS und Windows. Zudem wurde die bisherige Lizenz von der GPL auf die Lizenz LGPLv2 aktualisiert und mit der MIT/X11 erweitert.
Ab Version 2.6, die am 7. September 2011 veröffentlicht wurde, war es möglich .NET-4.0-Projekte anzulegen.
Am 20. Februar 2013 erschien Version 4.0.0, am 27. Mai 2014 Version 5.0 und am 18. Februar 2016 Version 6.0.
Mono wurde aktiv von einer Mono-Entwicklergemeinde weiterentwickelt. Diese stand zeitweise unter der Obhut von Ximian (übernommen 2003 von Novell), später von Xamarin, das 2016 von Microsoft übernommen wurde.
Nach der Übernahme des Herausgebers Xamarin bot Microsoft 2016 für Windows und Mac das vormals proprietäre, auf MonoDevelop basierende Xamarin Studio kostenlos an. Im Mai 2017 bezeichnete man die Version 6.3 von Xamarin Studio als letzte Version und empfahl den Entwicklern auf Visual Studio 2017 (mit Xamarin Tools) bzw. Visual Studio for Mac umzusteigen.
Die Linux-Variante wurde 2018 noch weiterentwickelt. Zuletzt wurden Tools für .NET 5 und ASP.NET Core integriert (Freigabe im Mai 2018 als Version 7.5). Im Januar 2020 war die letzte downloadbare Linux-Version 7.6.9.22 vom Oktober 2018.
Auf GitHub ist das Projekt archiviert, da es seit Januar 2020 keine Beiträge oder Versionen mehr gab.

## Programmiersprachen
MonoDevelop unterstützte mehrere Programmiersprachen, unter anderem C#, F#, Visual Basic .NET, Java, Vala und Boo. Mit der Version 1.0 kam eine Unterstützung für C++ und C hinzu.